# Pascal Thomas (Schauspieler)
Pascal Thomas (* 24. April 1987 in Alzenau) ist ein deutscher Schauspieler.

## Leben und Wirken
Bereits in sehr jungen Jahren stand er auf der Bühne; zunächst im Schul- und Amateurtheater, später als Statist und dann in unterschiedlichen Rollen u. a. bei den Clingenburg Festspielen, wo er u. a. in William Shakespeares Der Kaufmann von Venedig (Regie: Udo Schürmer) und in Buddy – Die Buddy-Holly-Story (Regie: Georg Mittendrein) zu sehen war, sowie am Theater in Mainfranken, wo er u. a. den Maxwell in Eine Mittsommernachts-Sex-Komödie, den Algernon Moncriff in Bunbury und den Ossip in Nikolai Wassiljewitsch Gogols Der Revisor spielte. Auch bei den Mönchberger Gesetzbüchern, einer Laienschauspielgruppe, spielte er 2005 in dem Stück Wer glaubt denn schon an Elfen? den Butler Johannes und im Jahr 2006 in dem Stück Die Nacht der Nächte den Olaf Renner, jeweils unter der Regie von Reinhold Keller.
Nach dem Schulabschluss begann Pascal Thomas sein Schauspielstudium in Frankfurt am Main, welches er im Jahre 2008 abschloss. Während seines Studiums stand er weiterhin bei den Clingenburg Festspielen und am Theater in Mainfranken auf der Bühne, außerdem wirkte er in mehreren Spiel- und Kurzfilmen mit und arbeitete als Sprecher für verschiedene Theater- und Hörspielproduktionen. Ein Gastengagement führte den Schauspieler im Jahre 2009 zum Staatstheater Darmstadt. Dort wirkte er in der berühmten Darmstädter Mundart-Lokalposse Datterich von Ernst Niebergall (Regie: Michael Quast/Sarah Groß) mit.
Ab der Spielzeit 2008/2009 war Pascal Thomas als festes Ensemblemitglied am Landestheater Eisenach sowie am Staatstheater Meiningen engagiert. Hier war er u. a. als Schreiber Wilhelm in dem Musical The Black Rider (Regie: Gabriel Diaz), als Paul in Was heißt hier Liebe? (Regie: Ansgar Haag), als Valerio in Leonce und Lena, als Hämon und Wächter in Antigone (jeweils Regie: Sebastian Wirnitzer) und in der Titelrolle des Goethe-Schiller-Beethoven-Projekts Egmont (Regie: Rudolf Frey) zu sehen. Mit Egmont wurden im März 2012 die 34. Duisburger Akzente eröffnet.
Seit der Spielzeit 2011/2012 ist er Ensemblemitglied am Stadttheater Gießen. Dort spielte er u. a. Rollen, wie Jan in Die fetten Jahre sind vorbei, Cliff Bradshaw in Cabaret (Regie: Cathérine Miville), Clyde in Clyde und Bonnie (Regie: Abdul-M. Kunze), den Kleinen Prinzen (Abdul-M. Kunze), Cassio in Othello (Regie: Karoline Behrens), Albert in Eisenstein (Regie: Titus Georgi), Duperret in Die Verfolgung und Ermordung Jean Paul Marats dargestellt durch die Schauspielgruppe des Hospizes zu Charenton unter Anleitung des Herrn de Sade (Regie: Klaus Hemmerle), Reiting in Die Verwirrungen des Zöglings Törleß (Regie: Abdul-M. Kunze), Monteiro Rossi und Doktor Cardoso in Erklärt Pereira (Regie: Christian Lugerth), Maik in Tschick (Regie: Abdul-M. Kunze), Grille, Großvater und chinesische Kellnerin in Der Goldene Drache (Regie: Malte C. Lachmann), Nick Carraway in Der große Gatsby (Regie: Matthias Kniesbeck), Michael Kohlhaas im gleichnamigen Stück nach der Novelle von Heinrich von Kleist (Regie: Astrid Jacob), Ulf und Bogensee in Der Mann, der die Welt aß (Regie: Jakob Fedler), William in Shakespeare is dead - get over it! (Regie: Patrick Schimanski), Sigismund Sülzheimer in Im Weißen Rössl (Regie: Thomas Goritzki), Finn Tomason in Diebe von Dea Loher (Regie: Wolfgang Hofmann), Theseus/Hämon in Ödipus auf Kolonos/Antigone (Regie: Patrick Schimanski), den Radioman in Ernst Tollers Hoppla, wir leben! (Regie: Thomas Krupa), Oscar Hubbart in Die Kleinen Füchse (Regie: Stefan Otteni), in Panikherz (Regie: Jan Langenheim), Peter Keating in Capitalista, Baby! (Regie: Katharina Ramser), Gregor Samsa in Kafkas Die Verwandlung (Regie: Christian Fries) und Judas im gleichnamigen Solostück (Regie: Christian Lugerth).
Außerdem gehört er zum Ensemble von Barock am Main in Frankfurt, wo er zuletzt neben Michael Quast in der Titelrolle in der hessischen Version von Molières Monsieur de Pourceaugnac zu sehen war, nämlich als der Herr von Wutzebach.
Im Sommer 2019 kehrte er mit dem neuen Intendanten Wolfgang Hofmann zurück zu den Clingenburg Festspielen und spielte dort Shakespeare in Shakespeare In Love.
Im Februar 2021 war Thomas Teil der Initiative #ActOut im SZ-Magazin, zusammen mit 184 anderen lesbischen, schwulen, bisexuellen, queeren, intergeschlechtlichen und transgender Personen aus dem Bereich der darstellenden Künste.